# Aéroport Astor Piazzolla de Mar del Plata
Pour les articles homonymes, voir Piazzolla (homonymie).
L'aéroport international Ástor Piazzolla(espagnol : Aeropuerto Internacional de Mar del Plata "Ástor Piazzolla") code IATA : MDQ • code OACI : SAZM est situé à 7 km au nord du centre de Mar del Plata, une ville dans la province de Buenos Aires de l'Argentine. 
L'aéroport couvre une superficie de 436 hectares (1 077 hectares) et est exploité par Aeropuertos Argentina 2000 S. A.

## Situation
| \| 100 km1:20 642 000 \| Bahía Blanca San Carlos de Bariloche Buenos Aires · J.-Newbery Buenos Aires · Ezeiza Buenos Aires · El Palomar Catamarca Comodoro Rivadavia Córdoba Corrientes El Calafate Esquel Formosa Gobernador Gregores San Salvador de Jujuy La Rioja Malargüe Mar del Plata Mendoza Neuquén Paraná Perito Moreno Puerto · Iguazú Puerto Madryn Reconquista Resistencia Río Cuarto Río Gallegos Río Grande Rosario Salta San Juan San Luis San Martín de los Andes San Rafael Santa Fe de la Vera Cruz Santa Rosa Santiago del Estero Sunchales Tandil Termas de Río Hondo Trelew Tucumán Ushuaia Viedma |
| 100 km1:20 642 000 |

## Compagnies aériennes et destinations
| Compagnies           | Destinations |
| -------------------- | --- |
| Aerolínas Argentinas | Bahia Blanca, Buenos Aires-J. Newbery, Córdoba, Mendoza-El Plumerillo, Trelew-Almirante Zar (es) En saison: Montevideo Carrasco, Rosario - îles Malouines (en), San Miguel de Tucumán (en) |
| Flybondi             | Buenos Aires-J. Newbery |
| LADE                 | Bahia Blanca, Buenos Aires-J. Newbery, Puerto Madryn (El Tehuelche) (en), San Carlos de Bariloche (en)                                                                                     |

Edité le 13/12/2024

## Statistiques
Pour des raisons techniques, il est temporairement impossible d'afficher le graphique qui aurait dû être présenté ici.

Voir la requête brute et les sources sur Wikidata.

## Compagnies aériennes et destinations
| Compagnies                                            | Destinations |
| ----------------------------------------------------- | --- |
| Aerolíneas Argentinas                                 | En saison : Buenos Aires-J. Newbery |
| Aerolíneas Argentinas opéré par Austral Líneas Aéreas | Bahia Blanca, Buenos Aires-J. Newbery, Buenos Aires-Ezeiza, Comodoro Rivadavia, Rio Gallegos-N. Fernández, Trelew-Almirante Zar (es), Ushuaïa En saison : Córdoba, Mendoza-El Plumerillo, Rosario - îles Malouines (en), San Miguel de Tucumán (en) |
| Andes Líneas Aéreas                                   | En saison : Buenos Aires-J. Newbery |

Édité le 18/02/2020